# Akwalans
Akwalans (ang. Fish Hooks) – amerykańsko-kanadyjski serial animowany, wchodzący w kanon The Canadian Broadcasting Corporation, Walt Disney Television Animation, Mercury Filmworks i Disney Channel Original Series. Został stworzony przez Noah’a Z. Jones. Swoją premierę miał 3 września 2010 roku w USA i Kanadzie na kanale Disney Channel i CBC Television, zaś polska premiera odbyła się 15 stycznia 2011, również na kanale Disney Channel.

## Fabuła
Seria śledzi losy imprezowicza Milo, jego neurotycznego przyjaciela Oscara oraz złotej rybki o imieniu Bea. Uczęszczają oni do Freshwater High, szkoły znajdującej się w akwarium w sklepie zoologicznym. Kolejne odcinki serialu opowiadają o ich codziennym życiu, jak sobie radzą z przyjaźnią, randkami oraz atakami homara.
Głosu rybce Milo użyczył Kyle Massey – gwiazda serialów Świat Raven oraz Cory w Białym Domu, Chelsea Staub z serialu Jonas użyczyła głosu rybce Bea, natomiast Justin Roiland użyczył głos Oscarowi.

## Polski dubbing
Wersja Polska: SDI Media Polska

Reżyseria: Łukasz Lewandowski

Dialogi: Jan Kolanko

Teksty Piosenek: Michał Wojnarowski

Wystąpili:
- Patrycja Soliman – Albert Szklarski
- Paweł Ciołkosz – Milo
- Julia Kołakowska – Bea
- Waldemar Barwiński – Oskar
- Anna Sroka – Małżosia
- Wojciech Machnicki – Pan Muszlan
- Bartosz Martyna – Ośmiorniak
- Jacek Kopczyński – Albert Szklarski (odc. 44-59)
- Krzysztof Zakrzewski – Łysek
- Marta Dobecka
- Jacek Beler
- Cezary Kwieciński
- Justyna Bojczuk
- Ewa Jach
- Katarzyna Owczarz
- Agnieszka Tomicka
- Monika Węgiel
- Jakub Molęda – Randy
- Łukasz Talik
- Jan Radwan
- Magdalena Warzecha
- Paweł Szczesny
- Barbara Zielińska
- Adam Pluciński
- Michał Podsiadło
- Mieczysław Morański

i inni
Śpiewali: Jakub Molęda, Łukasz Talik, Agnieszka Tomicka, Katarzyna Owczarz, Julia Kołakowska i Paweł Ciołkosz

Lektor: Waldemar Barwiński

## Lista odcinków
| Seria | Odcinki | Premiera serii      | Finał serii          | Premiera serii   | Finał serii      |
| ----- | ------- | ------------------- | -------------------- | ---------------- | ---------------- |
| 1     | 21      | 3 września 2010     | 21 października 2011 | 15 stycznia 2011 | 19 lutego 2012   |
| 2     | 22      | 7 października 2011 | 17 maja 2013         | 3 marca 2012     | 26 stycznia 2013 |
| 3     | 16      | 7 czerwca 2013      | 4 kwietnia 2014      | 30 czerwca 2014  | 21 lipca 2014    |